# Kiriburu
Kiriburu (Hindi: किरीबुरू) is een census town in India, gelegen op de grens van de deelstaten Odisha en Jharkhand. Het grootste deel van de plaats valt onder het district Kendujhar (Odisha), terwijl een kleiner deel tot het district Pashchimi Singhbhum (Jharkhand) behoort.

## Demografie
Volgens de Indiase volkstelling van 2001 wonen er 9545 mensen in Kiriburu, waarvan 52% mannelijk en 48% vrouwelijk is. De plaats heeft een alfabetiseringsgraad van 67%. 